# Зелений Дол (Березовський міський округ)
Зеле́ний Дол (рос. Зелёный Дол) — селище у складі Березовського міського округу Свердловської області.
Населення — 40 осіб (2010, 43 у 2002).
Національний склад станом на 2002 рік: росіяни — 91 %.